# Persa Monterrico
Persa Monterrico es el nombre que recibe el recinto comercial ubicado en el sector oriente de la ciudad chilena de Chillán, a un costado del barrio Los Volcanes. 

## Historia

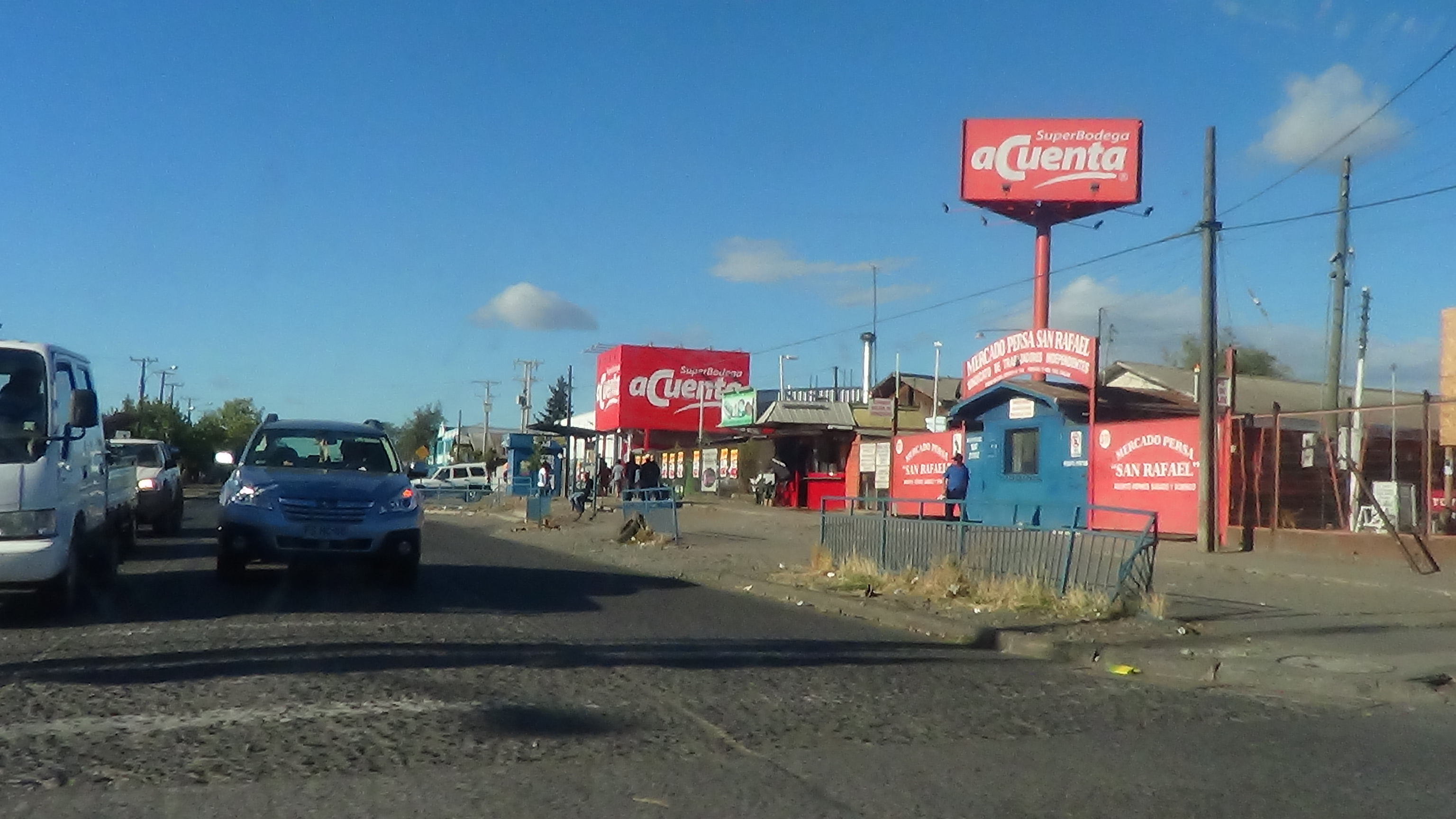
Aspecto del antiguo Mercado Persa San Rafael en 2014

Fue inaugurado en noviembre de 1988, con el nombre de Mercado Persa San Rafael, siendo dirigido por su Sindicato de trabajadores independientes cual era representado por Juan Steinbrecher, cabe destacar que en ese entonces la ciudad de Chillán solo llegaba hasta el sector de Río Viejo y el sector de Los Volcanes no existió hasta 1990, siendo este recinto comercial un antecedente a la creación del sector que lo rodea.
Durante la década del 2000, existió la presencia de comercio ambulante en los alrededores del persa, cuales carecían de permisos administrativos para funcionar, y que tras el Terremoto de Chile de 2010, adquieren personalidad jurídica e inicia un proceso de aumento de este tipo de vendedores. El municipio local, liderado por Sergio Zarzar, traza la posibilidad de crear una feria libre en la ciudad, sin embargo no se lleva a cabo.
A 2016, el persa contaba con alrededor de 700 comerciantes y atendía a 6.000 personas aproximadamente. ese mismo año se hizo conocida la posibilidad de traslado del recinto al predio Santa Aurelia, del kilómetro 3 del Camino a Las Mariposas por la finalización del contrato de arriendo que existe entre el sindicato fundador y el municipio.
A la llegada de la Pandemia de COVID-19 en Chile, y previo al confinamiento, el recinto es cerrado de manera indefinida, situación que fue normalizada al finalizar la primera cuarentena. Asimismo, el recinto cambia de propietarios y de nombre, pasando a llamarse Persa Monterrico. Una vez reabierto, el comercio ambulante en sus accesos aumenta, abarcando calles adyacentes como Avenida Diagonal Las Termas, con más de un centenar de vendedores. Este hecho, se considera por parte de la administración del persa, como un problema grave, dado que se genera una competencia desleal, con diferencia de precios alta entre el exterior del recinto comercial y el interior, como también, peleas entre vecinos, compradores y/o vendedores.